# فطيرة فريتو

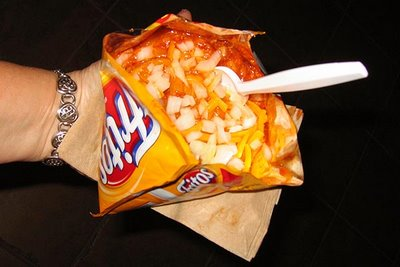
فطيرة فريتو مقدّمة في كيس من رقائق فريتوس.

فطيرة فريتو، طبق شعبي شهير في جنوب الولايات المتحدة وفي الغرب الأوسط وفي جنوب غرب الولايات المتحدة. مكوّناته الأساسية هي الفلفل الحار والجبن ورقائق الذرة (خاصة من نوع فريتوس). من المكونات الإضافية الأخرى الصلصة والأرز والبصل والكريمة الحامضة والفاصوليا المقلية وهالبينو. يمكن تحضير فطيرة الفريتو في كسرولة لكن الأنواع التي يحضّرها الباعة المتجولون تقدّم في كيس رقائق الذرة وتوضع المكونات الأخرى في الأعلى كالفلفل والتاكو. في المكسيك، ثمة طبق شبيه بفطيرة الفريتو يُعرف بتوستيلوكوس.

## التاريخ
لا تُعرف الأصول الدقيقة لفطيرة الفريتو على وجه التحديد. لكن يعتقد أنها نشأت في مكان ما في المكسيك وقد كانت شعبية في الحفلات قبل انتقالها إلى دول أخرى كالولايات المتحدة.
تعود أقدم وصفة معروفة باستخدام رقائق فريتوس مع الفلفل الحار إلى عام 1949 في تكساس. وربما يعود اختراع هذه الوصفة إلى ديزي دولين كأول من استخدم رقائق الذرة ذات العلامة التجارية فريتوس كعنصر في الطبخ، وربما تكون ماري ليفيغنستون سكرتيرته التنفيذيه. أما شركة فريتو-لاي فتنسبها لنيل موريس الذي انضم للشركة في عقد 1950 وساعد في وضع كتاب طبخ رسمي للشركة تضمّن وصفة لفطيرة الفريتو.
ثمة قصة أخرى تدّعي أن نشأة فطيرة الفريتو تعود إلى عقد 1960 على يد تريزا هيرنانديز والتي كانت تعمل لدى شركة إف دبليو وولورث في سانتا فيه (نيومكسيكو). حيث استخدمت في وصفتها الفلفل الحار المصنوع منزلياً مع جبنة تشيدر وبصل وقدّمتها في كيس.

## التحضير
فطيرة الفريتو طبق بسيط، فهو ببساطة طبقات من الفريتو فوقها طبقة من لحم البقر الحار. يقدّم هذا الطبق عادة في كيس رقيق يُقسم حتى المنتصف. ومن المواد التي توضع على وجه المكونات الجبن المبشور والبصل المفروم النيئ وقد توضع القشدة الحامضة والهالبينو.

## معرض صور

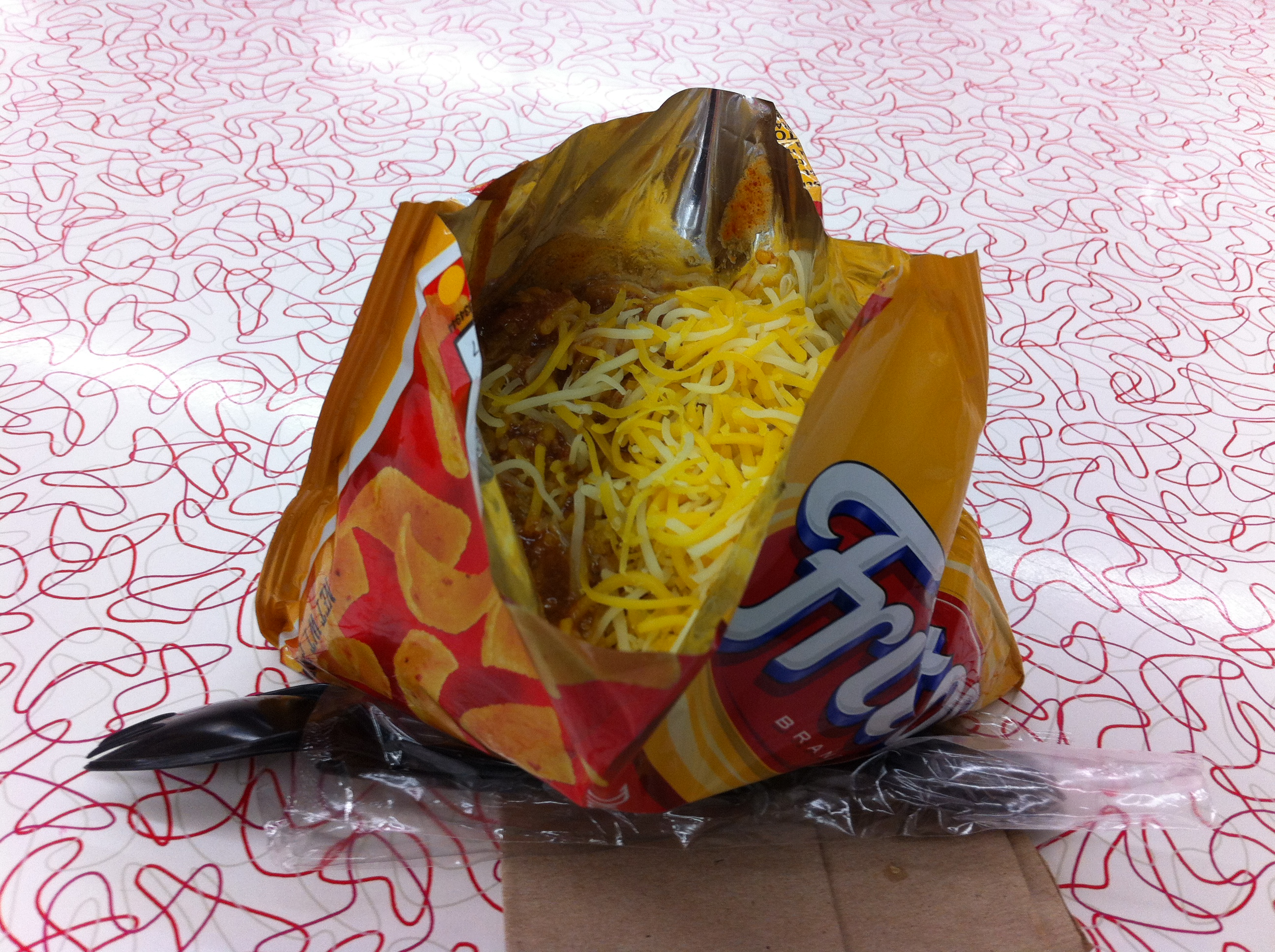
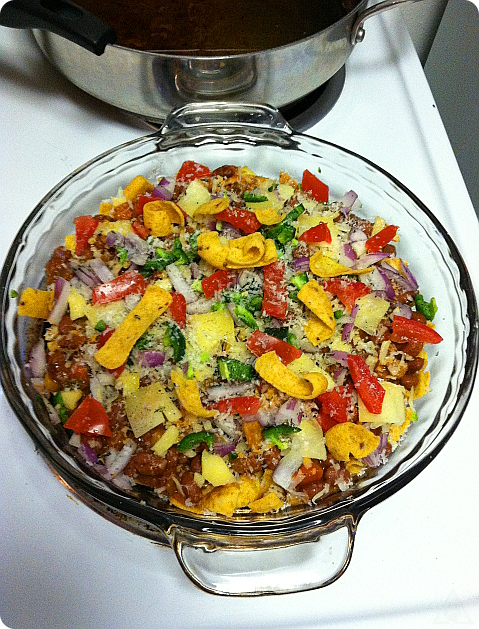
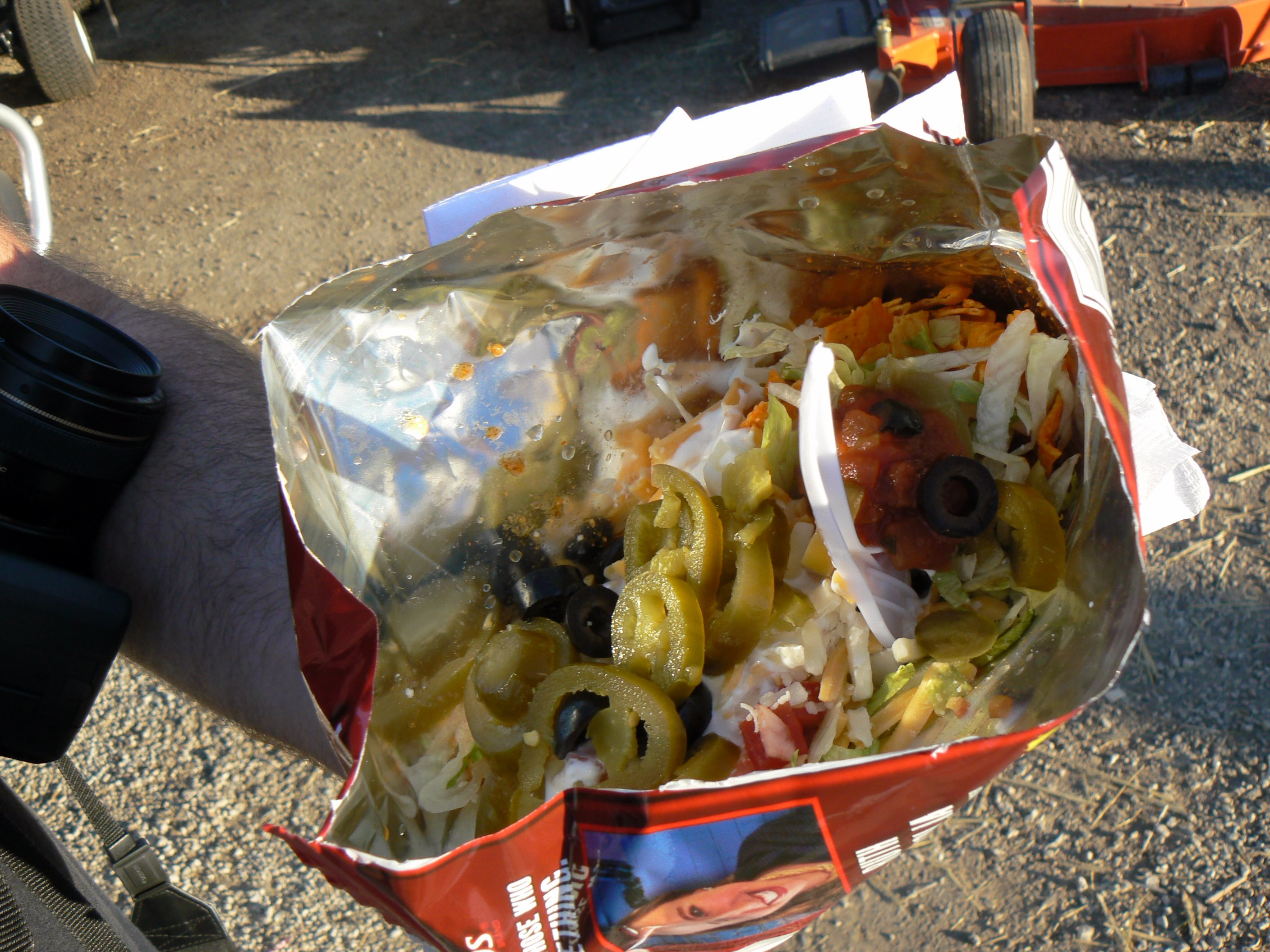
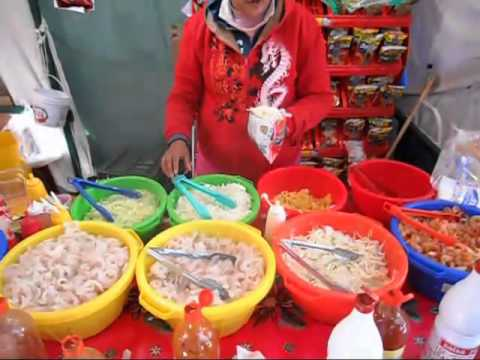

## وصلات خارجية
- Texas Cooking Article
- Cook the Book: Frito Pie
- Shilcutt, Katharine. "The Frito Pie Is Not from Texas: Commence Pearl-Clutching...Now نسخة محفوظة 16 أكتوبر 2011 على موقع واي باك مشين.." Houston Press. Thursday October 13, 2011.